# California Trail

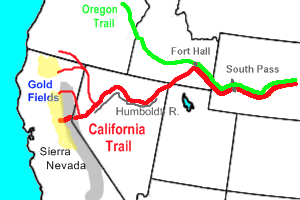
Mapa das várias "Emigrant Trail", uma das quais a California Trail.

California Trail (em português poder-se-á traduzir para Rota da Califórnia, Trilho da Califórnia, etc.) era uma das principais vias de migração para o Oeste dos Estados Unidos em meados do século XIX. Iniciava-se no estado do Missouri e terminava na Califórnia. Foi utilizada por mais de 250 000 colonos e pesquisadores de ouro, que fundaram localidades, estabelecendo-se na Califórnia, ou participaram no garimpo de ouro durante a corrida do ouro na Califórnia, sobretudo entre as décadas de 1840 e de 1860.

## Histórico
A rota já tinha sido usada por cerca de 2700 colonizadores antes de 1849. Estes foram essenciais para ajudar a converter a Califórnia em possessão dos Estados Unidos como membros voluntários do Batalhão da Califórnia de  John C. Fremont e ajudar os marinheiros da Esquadra do Pacífico em 1846 e 1847. Com a descoberta de ouro em janeiro de 1848, deu-se início à corrida do ouro na Califórnia, quando em finais de 1848 mais de 250 000 empresários, negociantes, agricultores, pioneiros, lojistas e mineiros utilizaram o California Trail para chegar aos campos de ouro da Califórnia. Havia muito tráfego na rota e em apenas dois anos estes colonizadores, combinados com os que chegavam de Salt Lake City no Utah e se dirigiam para a região de Los Angeles, mais os que seguiam a rota ao longo do rio Gila no Arizona e os que chegavam por mar dobrando numa longa viagem o Cabo Horn e passando pelo estreito de Magalhães ou por mar e terra cruzando a pé o istmo do Panamá, Nicarágua ou México, fizeram com que a Califórnia em 1850 tivesse habitantes suficientes para reclamar ser um estado da União (cerca de 120000 residentes em estatísticas corrigidas dos censos dos EUA).
A rota original tinha muitos ramais e, todos somados, excediam 8000 km. A rota mais direta terá cerca de 3200 km. com sobreposição sobre outras rotas de emigrantes - a Oregon Trail e a Mormon Trail - nomeadamente nos vales do rio Platte, rio North Platte e rio Sweetwater, no Wyoming. A parte ocidental percorria os estados de Idaho, Wyoming ou Utah para chegar ao vale do rio Humboldt no Nevada e seguir pela Grande Bacia até à Califórnia.
Cerca de 1600 km do traçado da rota na região da Grande Bacia ainda se conservam e foram declarados como «Rota Histórica Nacional da Califórnia» (California National Historical Trail), como marco histórico da grande migração em massa para o Oeste, e são geridos pelo Serviço de Parques Nacionais dos Estados Unidos (National Park Service). Outras organizações, como a Oregon-California Trails Association (OCTA) têm papel importante na divulgação deste património histórico.

## Imagens

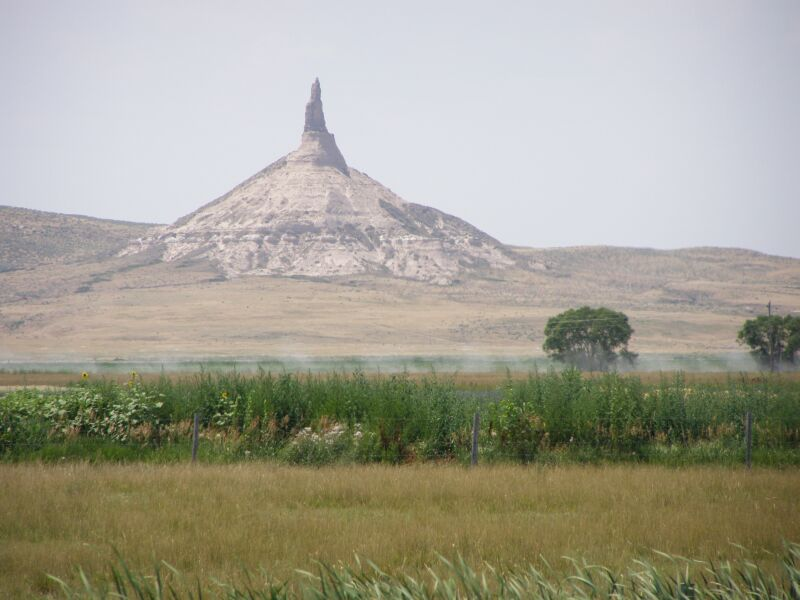
Chimney Rock, Nebraska
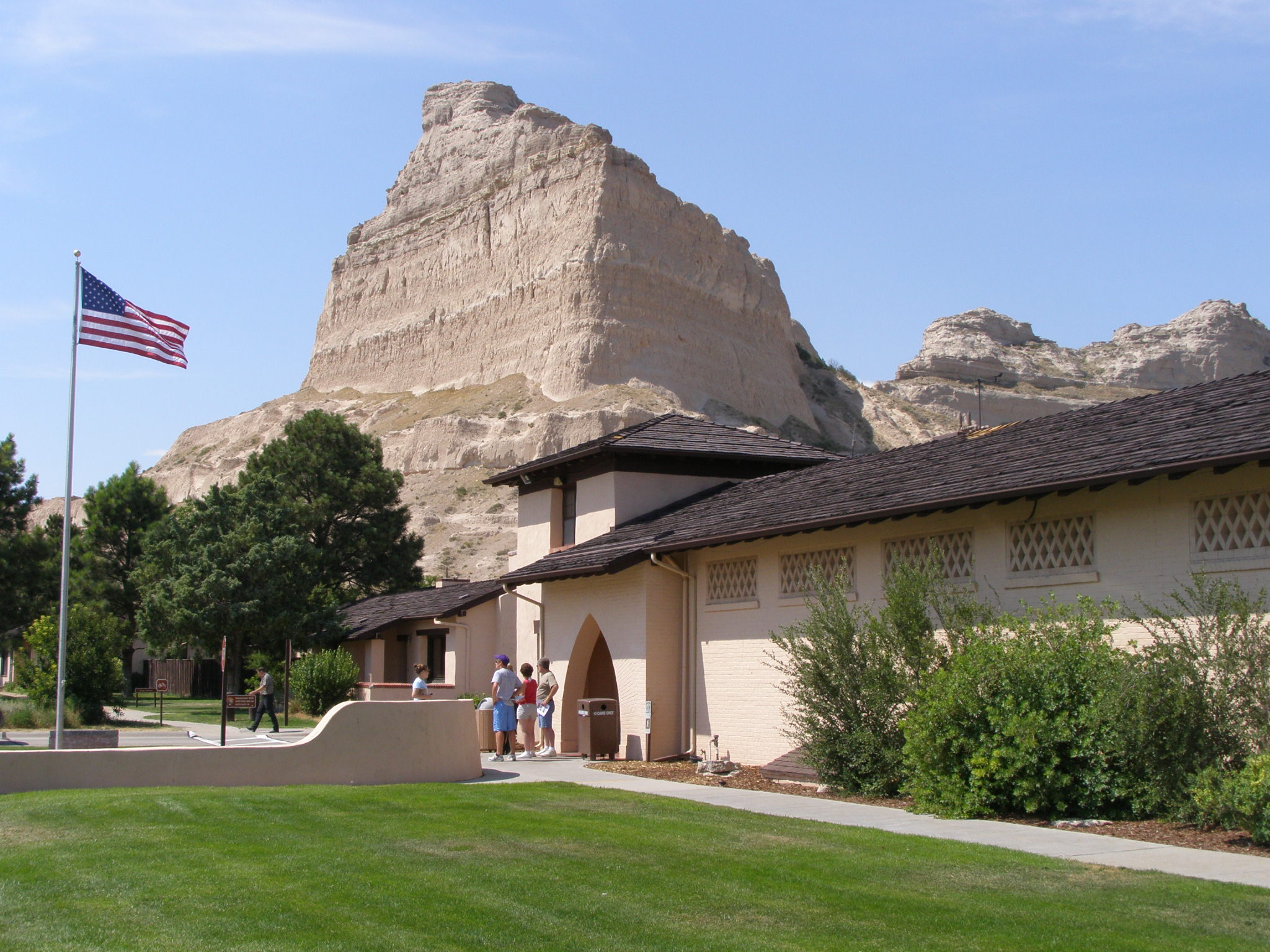
Scotts Bluff, Nebraska
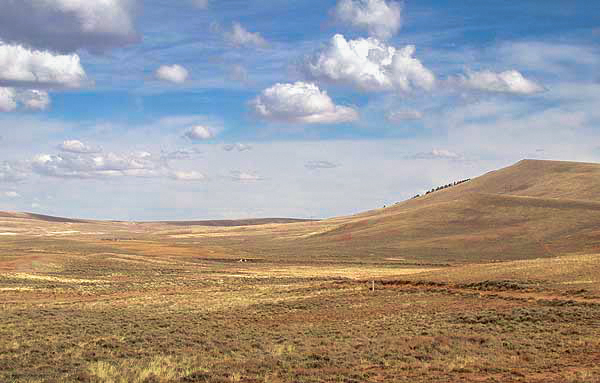
South Pass, no oeste do Wyoming
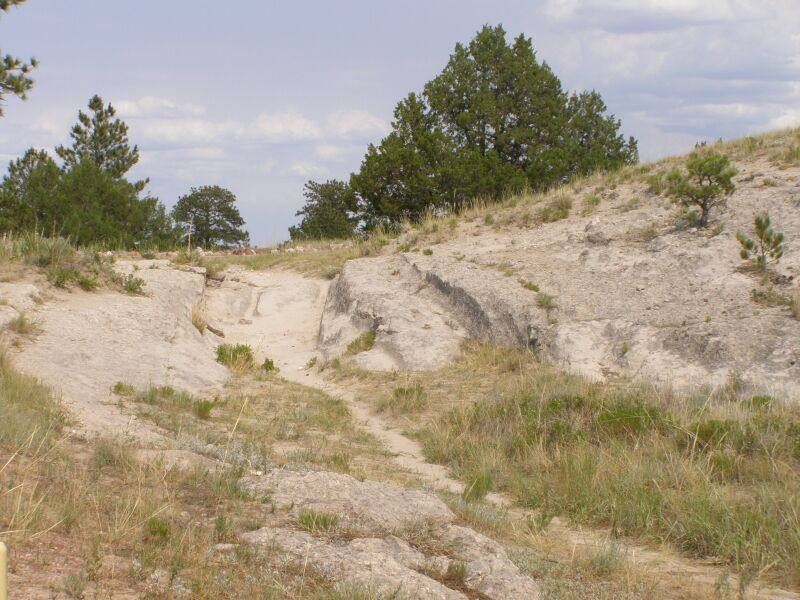
Trail Ruts, Wyoming